# SANAA
SANAA (acronimo di Sejima and Nishizawa and Associates) è uno studio di architettura con sede a Tokyo, Giappone, fondato nel 1995 da Kazuyo Sejima (nata nel 1956) e Ryūe Nishizawa (nato nel 1966).
Sono fra i più noti e celebrati architetti contemporanei, e per i loro lavori profondamente innovativi hanno ricevuto nel 2010 il Premio Pritzker.
Fra i lavori più noti dello studio vi sono il Padiglione di vetro del Museo d'arte di Toledo a Toledo e il New Museum of Contemporary Art a New York, il Rolex Learning Center dell'EPFL a Losanna in Svizzera, il Serpentine Pavilion temporaneo del 2009 a Londra, il negozio Dior Omotensandō a Shibuya, il Museo d'arte contemporanea del XXI secolo a Kanazawa, il Museo del Louvre-Lens a Lens, e il nuovo campus dell'Università Bocconi a Milano.

## Storia
Kazuyo Sejima e Ryūe Nishizawa hanno fondatolo studio SANAA nel 1995.
Retrospettive collettive o monografiche sul lavoro di SANAA sono state presentate nella mostra City of Girls nel padiglione giapponese alla Biennale d'architettura di Venezia nel 2000, nel Garden Cafe della VII Biennale di Instanbul nel 2001, e in numerose altre sedi fra cui il Zumtobel Staff-Lichtforum a Vienna, l'Istituto d'arte moderna di Valencia, lo Zeche Zollverein di Essen, la Galleria Ma di Minato, il Museo d'arte Kumano kodō Nakahechi di Tanabe, e il New Museum of Contemporary Art a New York.

## Onorificenze
Nel corso della loro carriera hanno vinto vari premi, fra cui il Leone d'Oro per il Miglior lavoro alla mostra Metamorph della IX Mostra internazionale di architettura di Venezia nel 2004, il LXVI Premio Mainichi per le arti (sezione architettura) nel 2005, il Premio Schock (sezione arti visuali) nel 2005, il Premio Pritzker nel 2010 (il che fa di Sejima la seconda donna a vincere il premio dopo Zaha Hadid), e il Praemium Imperiale nel 2022.

## Opere

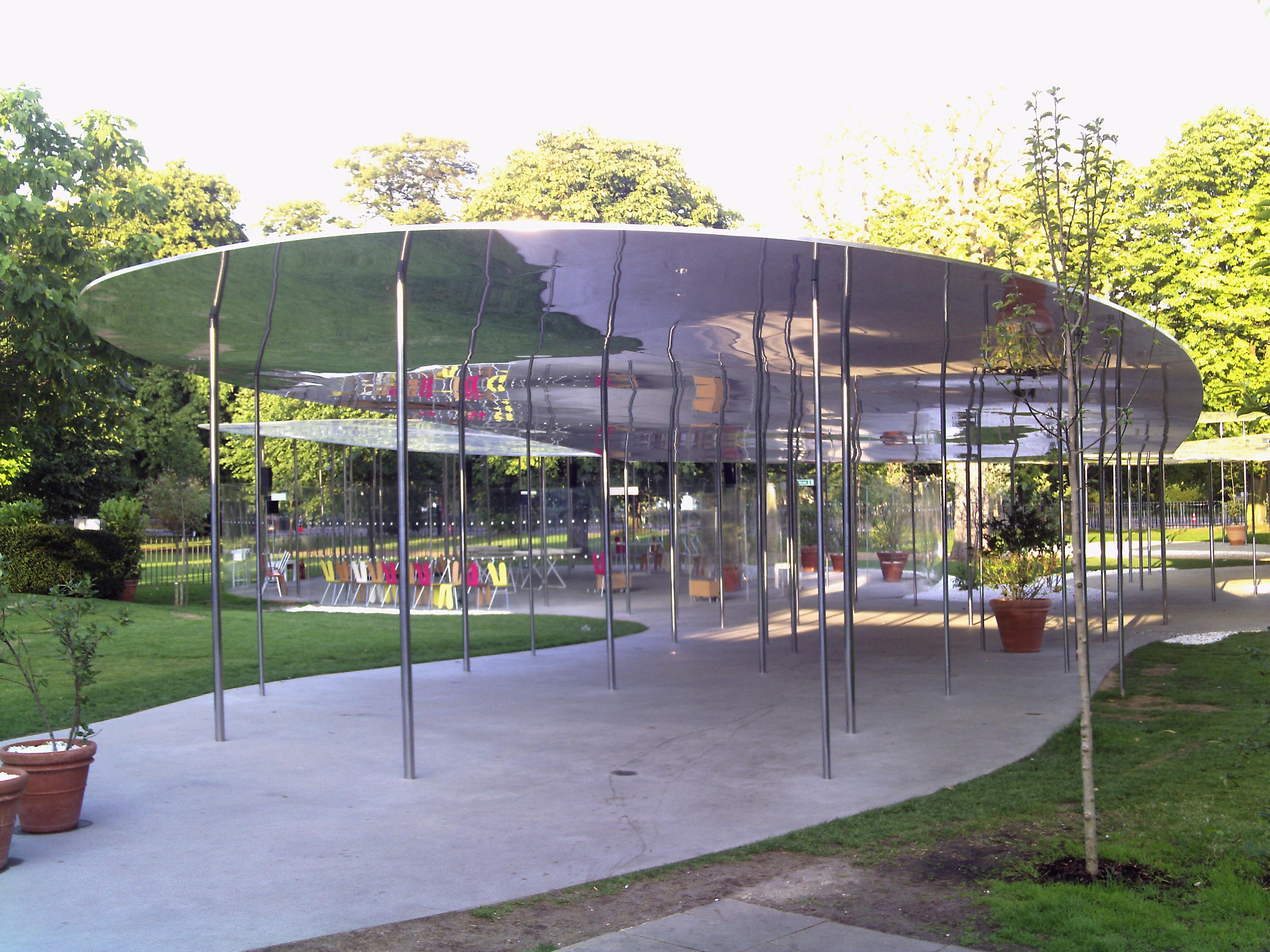
Padiglione temporaneo del 2009 per le Serpentine Galleries a Londra.

Le seguenti liste presentano solo una selezione delle opere principali. Gli anni si riferiscono al progetto e/o all'inizio dei lavori di costruzione.

### Realizzate
- Cina

2004 - Casa per il CIPEA (China International Practical Exhibition of Architecture), Nanchino
- Francia

2005 - Louvre-Lens, Lens
- Germania

2003 - Folkwang Universität der Künste, Essen
- Giappone

1995 - Laboratorio multimediale dell'Accademia internazionale dei media, scienze e arti della Prefettura di Gifu (岐阜県立国際情報科学芸術アカデミー マルチメディア工房?, Gifu kenritsu kokusai jōhō kagaku geijutsu academī Maruchimedia kōbō, anche noto come "Multimedia Studio"), Ōgaki (Gifu)
1995 - Museo d'arte Kumano kodō Nakahechi (熊野古道なかへち美術館?, Kumano kodō Nakahechi bijutsukan, anche noto come "N Museum"), Tanabe (Wakayama)
1995 - Ex-shoin della Famiglia Ogasawara & Archivio Ogasawara (旧小笠原家書院・小笠原資料館?, Kyū Ogasawara-ke shoin - Ogasawara shiryōkan, anche noto come "O Museum"), Iida (Prefettura di Nagano)
1995 - Museo S-House (S-HOUSEミュージアム?, S-HOUSE Myūjiamu), Okayama (Okayama)
1997 - Casa privata M., Shibuya (Tokyo); demolita nel 2016
1997 - Edificio per uffici K., Hitachi (Ibaraki)
1997 - Caffetteria per il Parco Koga Kuhō, Koga (Ibaraki)
1997 - Centro per attività per la terza età di Mutsukawa (横浜市六ツ川地域ケアプラザ?, Yokohama-shi Mutsukawa-chiiki Kea Puraza), Yokohama (Prefettura di Kanagawa)
1999 - Museo d'arte contemporanea del XXI secolo, Kanazawa (Prefettura di Ishikawa)
2001 - Dior Omotesandō, Shibuya (Tokyo)
2003 - Terminal per traghetti Stazione di mare (海の駅?, Umi no eki), Naoshima (Kagawa)
- Italia

2000 - Installazione nel padiglione giapponese alla Biennale di Venezia, Venezia
2019 - Nuovo campus SANAA, Milano
- Paesi Bassi

1998 - Kunstlinie Almere Flevoland, Almere
- Regno Unito

2009 - Padiglione temporaneo per le Serpentine Galleries, Londra
- Svizzera

2003 - Palazzo d'uffici per Novartis, Basilea
2004 - Rolex Learning Center at the École Polytechnique Fédérale de Lausanne, Losanna
- Taiwan

2022 - Taichung Green Museumbrary, Taichung
- USA

2001 - Padiglione di vetro al Museo d'arte di Toledo, Toledo (Ohio)
2003 - New Museum of Contemporary Art, New York (New York)
2015 - Grace Farms, New Canaan (Connecticut)

### Progetti
- Australia

1997 - The Museum of Contemporary Art, Sydney
- Germania

2002 - Museo Mercedes-Benz, Stoccarda
- Italia

1999 - Riqualificazione del centro storico di Salerno
2000 - Prada Beauty Store, Arezzo
- Paesi Bassi

1999 - Lumiere Park Café, Almere
- Spagna

2002 - Estensione dell'Instituto Valenciano de Arte Moderno, Valencia
- Svizzera

2002 - Estensione del Museo Rietberg, Zurigo
- USA

1998 - Nuovo campus dello Illinois Institute of Technology, Chicago (Illinois)